# Bartolomeo Signoroni
Bartolomeo Signoroni (Adro, 7 gennaio 1797 – Padova, 28 novembre 1844) è stato un chirurgo italiano.

## Biografia
Dopo gli studi primari si laureò all'Università degli Studi di Pavia in Chirurgia.
Frequentò quindi la scuola biennale di perfezionamento all'Università di Vienna, riservata ai migliori allievi dell'Impero austro-ungarico, dove fu allievo del celebre chirurgo Vincenz von Kern.
Tornato in Lombardia, nel 1824 divenne professore di clinica e operazioni chirurgiche all'Università di Pavia, succedendo a Tommaso Volpi.
Infine nel 1830 divenne professore di clinica chirurgica nell'Università di Padova dove rimase fino alla morte.
I suoi contributi scientifici riguardano la chirurgia delle ernie, la chirurgia delle vie urinarie, la chirurgia delle ossa e la chirurgia maxillo-facciale.
È stato socio di importanti accademie e società scientifiche italiane e internazionali tra cui l'Académie de médecine de Paris.

## Pubblicazioni scientifiche
- Riflessioni sul diverso modo di prendere le pietre nella vascica colle tenaglie in caso di cistotomia perineale, 1822
- Saggio dei risultamenti avuti nella clinica chirurgica dell'Imperiale Regia Universita di Pavia nell'anno scolastico 1824-25, Roveta: Tip. Fantoni, 1825
- Sulle ferite di cervello con perdita di sostanza. Memoria patologico-chirurgica, Milano: presso la Societa degli Editori degli Annali Universali delle Scienze e dell'Industria, 1828
- Sulla pinzetta a torsione del signor Monti, e sull'efficacia di questo processo a cessare la emorragia delle arterie recise, Padova  tip. Minerva, 1837
- Sulla rinoplastica: memoria storico-pratica , Milano, 1833
- Libro di testo per le lezioni di chirurgia pratica, Padova, 1836
- Sopra la intro-retroversione nuova maniera di operazione radicale dell'ernia inguinale, Milano: presso la Societa degli Editori degli Annali Universali delle Scienze e dell'Industria, 1839
- Di alcune rare operazioni eseguite sul capo eseguite nella Clinica Chirurgica dell'Imperiale Regia Università di Padova,  Ann. Univ. di Medicina, Vol. 95, Fasc. 283, 1840
- Di una forma singolare di spina ventosa, e di un risegamento della mascella inferiore,  Ann. Univ. di Medicina, Vol. XCVII, Fasc. 291, 1841
- Sulla cura radicale delle ernie, Milano: presso la Società degli editori degli Annali universali delle scienze e dell'industria, 1842
- Trattato teorico-pratico della demolizione sottocutanea della mascella inferiore e delle cesoie ossivore in quella adoperate, Padova, 1842
- Demolizione sottocutanea della mascella inferiore, Bull. delle Scienze mediche, Bologna, 1842
- Della decapitazione del calcagno preso da carie centrale progressiva, Ann. Univ. di Medicina, Vol. CI, 1842
- Del processo operativo impiegato nell'eseguire la estirpazione totale della mascella inferiore e delle varianti in siffatta operazione, Milano: presso la Societa degli Editori degli Annali Universali delle Scienze e dell'Industria, 1844